# Ravenna Calcio 2007-2008
Questa pagina raccoglie le informazioni riguardanti il Ravenna Calcio nelle competizioni ufficiali della stagione 2007-2008.

## Stagione
Nella stagione 2007-2008 il neopromosso Ravenna disputa il campionato di Serie B, con 35 punti si piazza al terz'ultimo posto, retrocedendo in Prima Divisione. Sulla panchina dei giallorossi si sono alternati Dino Pagliari e Franco Varrella nel tentativo di mantenere la categoria. Il girone di andata è stato chiuso con 14 punti all'ultimo posto, poi nel girone di ritorno sono stati raccolti 21 punti, ma non sono bastati. Per la prima volta da quando si sono introdotti i Play-out, nella stagione 2004-2005, non si sono disputati, stante i nove punti che hanno separato la quart'ultima l'Avellino, dalla quint'ultima il Treviso. Perché si possa disputare il ballottaggio ci devono essere da uno a cinque punti di forbice. Con il Ravenna sono scesi di categoria il Cesena e lo Spezia, mentre l'Avellino quart'ultimo è stato ripescato in luogo del Messina, non ammesso al prossimo campionato di Serie B per inadempienze finanziarie.
Si sono messi in evidenza in questa stagione nel Ravenna, pure culminata con una amara retrocessione, due bomber di razza, il bolognese Davide Succi che segna in Serie B 17 reti, confermandosi anche nella categoria superiore, dopo aver dato nella stagione scorsa un sostanzioso contributo ai giallorossi con 18 reti alla promozione, e Ferdinando Sforzini arrivato dal Vicenza a gennaio, che ha realizzato 9 reti, mentre 2 le aveva già segnate con il Vicenza nelle prime giornate di campionato. Nella Coppa Italia il Ravenna nel primo turno ha superato (1-0) il Chievo, mentre nel secondo turno è stato eliminato dal Piacenza, che si è imposto (1-2) al Bruno Benelli.

## Rosa
| N. |                   | Ruolo | Calciatore         |
| -- | ----------------- | ----- | ------------------ |
| 1  | Italia (bandiera) | P     | Luca Capecchi      |
| 3  | Italia (bandiera) | D     | Gianluca Fasano    |
| 4  | Italia (bandiera) | C     | Renato Olive       |
| 5  | Italia (bandiera) | D     | Fabrizio Anzalone  |
| 6  | Italia (bandiera) | D     | Marco Pecorari     |
| 7  | Italia (bandiera) | C     | Ilario Aloe        |
| 8  | Italia (bandiera) | D     | Matteo Centurioni  |
| 9  | Italia (bandiera) | A     | Vincenzo Chianese  |
| 10 | Italia (bandiera) | A     | Davide Succi       |
| 11 | Italia (bandiera) | C     | Nicola Pizzola     |
| 13 | Italia (bandiera) | D     | Francesco Cosenza  |
| 14 | Italia (bandiera) | A     | Francesco Virdis   |
| 17 | Italia (bandiera) | D     | Paolo Sciaccaluga  |
| 18 | Italia (bandiera) | A     | Luca Gerbino Polo  |
| 19 | Italia (bandiera) | D     | Francesco Ruggiero |
| 20 | Italia (bandiera) | C     | Giampaolo Calzi    |
| 21 | Italia (bandiera) | D     | Davide Nicola      |

| N. |                    | Ruolo | Calciatore            |
| -- | ------------------ | ----- | --------------------- |
| 23 | Italia (bandiera)  | P     | Gian Maria Rossi      |
| 26 | Italia (bandiera)  | D     | Fabio Buscaroli       |
| 27 | Italia (bandiera)  | D     | Matteo Pivotto        |
| 30 | Francia (bandiera) | A     | Mohamed Fofana        |
| 31 | Italia (bandiera)  | D     | Mark Iuliano          |
| 32 | Italia (bandiera)  | C     | Lorenzo Rossetti      |
| 49 | Italia (bandiera)  | P     | Stefano Pardini       |
| 66 | Italia (bandiera)  | P     | Vincenzo Marruocco    |
| 69 | Italia (bandiera)  | C     | Antonino Barillà      |
| 70 | Italia (bandiera)  | C     | Ivano Trotta          |
| 77 | Brasile (bandiera) | C     | Robson Machado Toledo |
| 82 | Italia (bandiera)  | C     | Francesco La Rosa     |
| 82 | Italia (bandiera)  | D     | Giuseppe Ingrosso     |
| 87 | Italia (bandiera)  | D     | Mattia Biondini       |
| 88 | Italia (bandiera)  | D     | Luca Liverani         |
| 90 | Italia (bandiera)  | D     | Stefano Ferrario      |
| 99 | Italia (bandiera)  | A     | Ferdinando Sforzini   |

## Risultati

### Serie B

#### Girone di andata
| Arbitro: | Herberg (Messina) |

|            |           |              |
| Notari 80’ | Marcatori | 90+4’ Toledo |

| Arbitro: | Romeo (Verona) |

|                        |           |             |
| Succi 57’ Chianese 71’ | Marcatori | 82’ Guberti |

| Arbitro: | Saccani (Mantova) |

|                           |           |            |
| Carrus 63’ Adailton 90+3’ | Marcatori | 36’ Toledo |

| Arbitro: | Marelli (Como) |

|  |           |                              |
|  | Marcatori | 52’ Cristiano 75’ R. Colombo |

| Arbitro: | Squillace (Catanzaro) |

|                                                         |           |                    |
| Santoruvo 35’ Donda 38’ (rig.) Stellini 61’ Bonanni 63’ | Marcatori | 10’ Succi 53’ Aloe |

| Arbitro: | Tommasi (Bassano del Grappa) |

|                       |           |            |
| Pivotto 31’ Succi 65’ | Marcatori | 44’ Valeri |

| Arbitro: | Valeri (Roma) |

|                             |           |           |
| Feczesin 11’ Possanzini 82’ | Marcatori | 2’ Fofana |

| Arbitro: | Lops (Torino) |

|  |           |                    |
|  | Marcatori | 70’ Lodi 78’ Dedic |

| Arbitro: | Pantana (Macerata) |

|                                 |           |                          |
| Chianese 17’ (rig.) Cosenza 85’ | Marcatori | 9’ Kyriazis 67’ Granoche |

| Arbitro: | Scoditti (Verona) |

|                                              |           |                                |
| Marcolini 12’ (rig.) Mantovani 53’ César 82’ | Marcatori | 45+1’ Cosenza 49’ (rig.) Succi |

| Arbitro: | Ciampi (Roma) |

|           |           |  |
| Succi 11’ | Marcatori |  |

| Arbitro: | Banti (Livorno) |

|                                          |           |                      |
| Paonessa 28’, 35’ Sciaccaluga 43’ (aut.) | Marcatori | 13’ Succi 32’ Toledo |

| Arbitro: | C. Russo (Nola) |

|                       |           |                  |
| Succi 36’ Pivotto 90’ | Marcatori | 6’, 63’ Guidetti |

| Arbitro: | Tommasi (Bassano del Grappa) |

|                      |           |  |
| Kharja 75’ Aspas 86’ | Marcatori |  |

| Arbitro: | Gava (Conegliano) |

|  |           |               |
|  | Marcatori | 20’ Peccarisi |

| Arbitro: | Pinzani (Empoli) |

|                                                   |           |                     |
| Tiribocchi 51’ Diamoutene 64’ Fasano 90+2’ (aut.) | Marcatori | 28’ (rig.) Chianese |

| Arbitro: | Pantana (Macerata) |

|                                   |           |              |
| Biancolino 45+3’ M. Stendardo 68’ | Marcatori | 22’ Anzalone |

| Arbitro: | Palanca (Roma) |

|             |           |              |
| Cosenza 68’ | Marcatori | 45’ Colacone |

| Arbitro: | Stefanini (Prato) |

|              |           |  |
| Zoppetti 28’ | Marcatori |  |

| Arbitro: | Tagliavento (Terni) |

|  |           |              |
|  | Marcatori | 27’ Zampagna |

| Arbitro: | Giannoccaro (Lecce) |

|                          |           |              |
| Moscardelli 45+3’ (rig.) | Marcatori | 18’ Sforzini |

#### Girone di ritorno
| Arbitro: | Palanca (Roma) |

|                                       |           |                       |
| Sforzini 11’, 65’ Succi 18’, 20’, 47’ | Marcatori | 7’ Godeas 45+1’ Fiore |

| Arbitro: | Cavarretta (Trapani) |

|                                                  |           |  |
| Sommese 21’ Bernacci 45+1’, 50’, 57’ Maniero 73’ | Marcatori |  |

| Arbitro: | Mazzoleni (Bergamo) |

|           |           |                     |
| Succi 90’ | Marcatori | 75’ (rig.) Adailton |

| Arbitro: | Ayroldi (Molfetta) |

|                                      |           |                     |
| Foglio 52’ Garlini 85’ Cellini 90+3’ | Marcatori | 19’ (rig.) Sforzini |

| Arbitro: | Herberg (Messina) |

|           |           |                           |
| Succi 29’ | Marcatori | 12’ Galasso 35’ Santoruvo |

| Arbitro: | Salati (Trento) |

|                                          |           |               |
| Pichlmann 18’ (rig.) Consonni 80’ (rig.) | Marcatori | 6’, 82’ Succi |

| Ravenna 1º marzo 2008, ore 16:00 28ª giornata | Ravenna            | 0 – 0 | Brescia | Stadio Bruno Benelli\| Arbitro: \| Ayroldi (Molfetta) \| |
| Arbitro:                                      | Ayroldi (Molfetta) |       |         |                                                          |

| Arbitro: | Pantana (Macerata) |

|                      |           |             |
| Cannarsa 4’ Lodi 70’ | Marcatori | 79’ Iuliano |

| Arbitro: | Dondarini (Finale Emilia) |

|                                                        |           |                                       |
| Della Rocca 7’ Granoche 47’ (rig.), 80’ Allegretti 63’ | Marcatori | 67’ Iuliano 76’ Sforzini 90+2’ Toledo |

| Arbitro: | Gervasoni (Mantova) |

|              |           |                |
| Pecorari 14’ | Marcatori | 18’ Pellissier |

| Arbitro: | Herberg (Messina) |

|                |           |              |
| P. Barreto 12’ | Marcatori | 88’ Sforzini |

| Arbitro: | Girardi (San Donà di Piave) |

|  |           |             |
|  | Marcatori | 82’ Nardini |

| Arbitro: | Velotto (Grosseto) |

|                          |           |  |
| Eliakwu 34’ Guidetti 86’ | Marcatori |  |

| Arbitro: | C. Russo (Nola) |

|              |           |  |
| Ferrario 73’ | Marcatori |  |

| Arbitro: | Stefanini (Prato) |

|                                    |           |                                                             |
| Ricchiuti 56’, 69’ Vantaggiato 59’ | Marcatori | 33’ Trotta 82’ Rossetti 84’ Sforzini 86’ (aut.) R. Vitiello |

| Arbitro: | Banti (Livorno) |

|                  |           |                                                 |
| Succi 69’ (rig.) | Marcatori | 16’ (rig.) Valdes 53’ Budyanskij 66’ Abbruscato |

| Arbitro: | Lops (Torino) |

|              |           |  |
| Sforzini 50’ | Marcatori |  |

| Arbitro: | Ayroldi (Molfetta) |

|                    |           |                       |
| Pinardi 42’ (rig.) | Marcatori | 52’ (rig.), 70’ Succi |

| Arbitro: | De Marco (Chiavari) |

|              |           |                                             |
| Sforzini 11’ | Marcatori | 44’ D'Anna 47’, 88’ Castillo 65’ C. Colombo |

| Arbitro: | Girardi (San Donà di Piave) |

|              |           |  |
| Zampagna 54’ | Marcatori |  |

| Ravenna 1 giugno 2008, ore 15:00 42ª giornata | Ravenna           | 0 – 0 | Cesena | Stadio Bruno Benelli\| Arbitro: \| Herberg (Messina) \| |
| Arbitro:                                      | Herberg (Messina) |       |        |                                                         |

### Coppa Italia
| Arbitro: | Pinzani (Empoli) |

|            |           |  |
| Fofana 87’ | Marcatori |  |

| Arbitro: | C. Russo (Nola) |

|          |           |                            |
| Aloe 38’ | Marcatori | 48’ Wolf 62’ (rig.) Guzman |